# Panorama över slaget vid Borodino
Panorama över slaget vid Borodino är en cykloramamålning av Franz Roubaud, som invigdes 1912, och som visar slaget vid Borodino den 7 september 1812 under Napoleonkrigen. Den visas på Museet över Sovjetunionens och Ryska federationens hjältar i Moskva.

## Bildgalleri

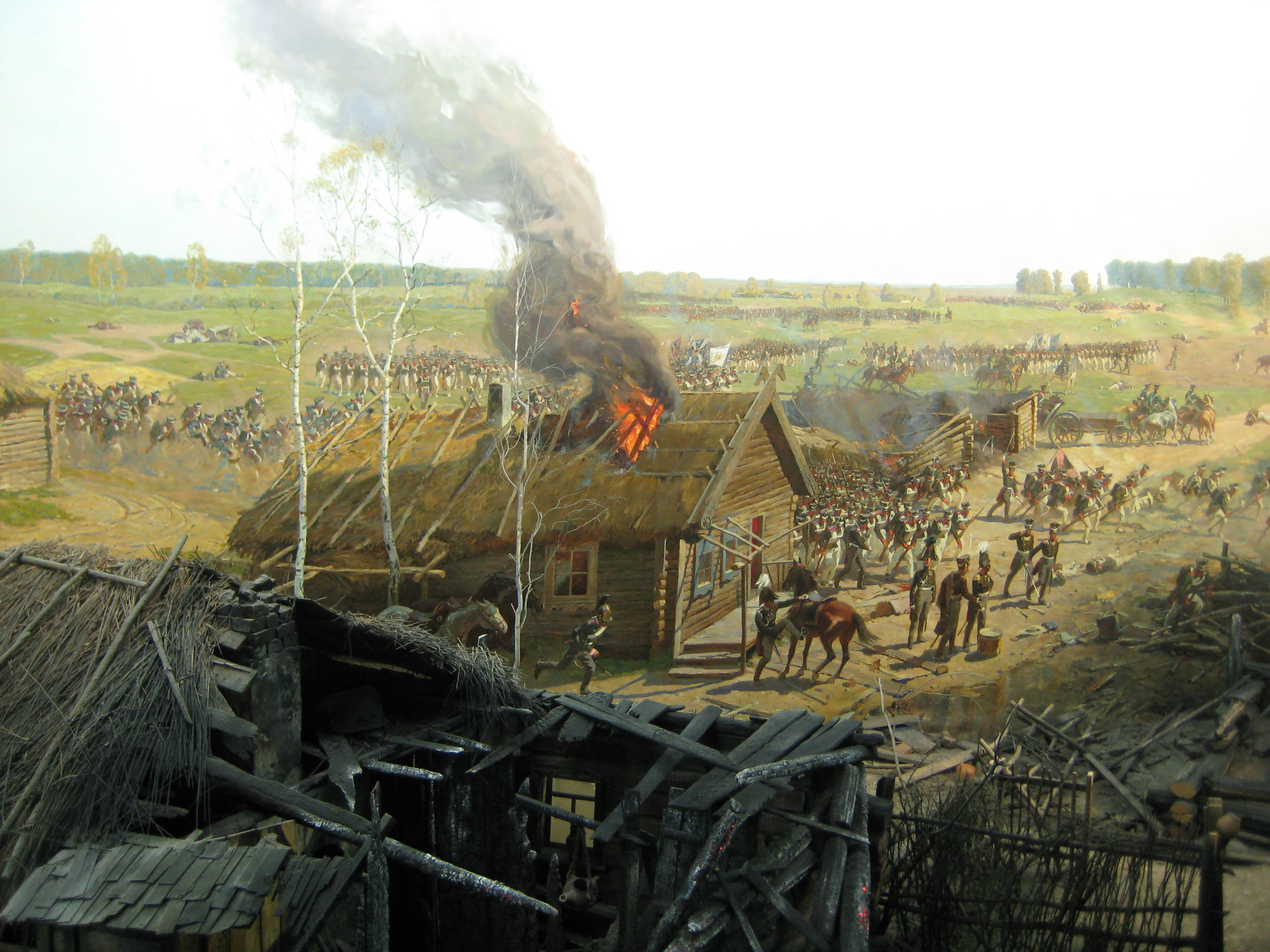
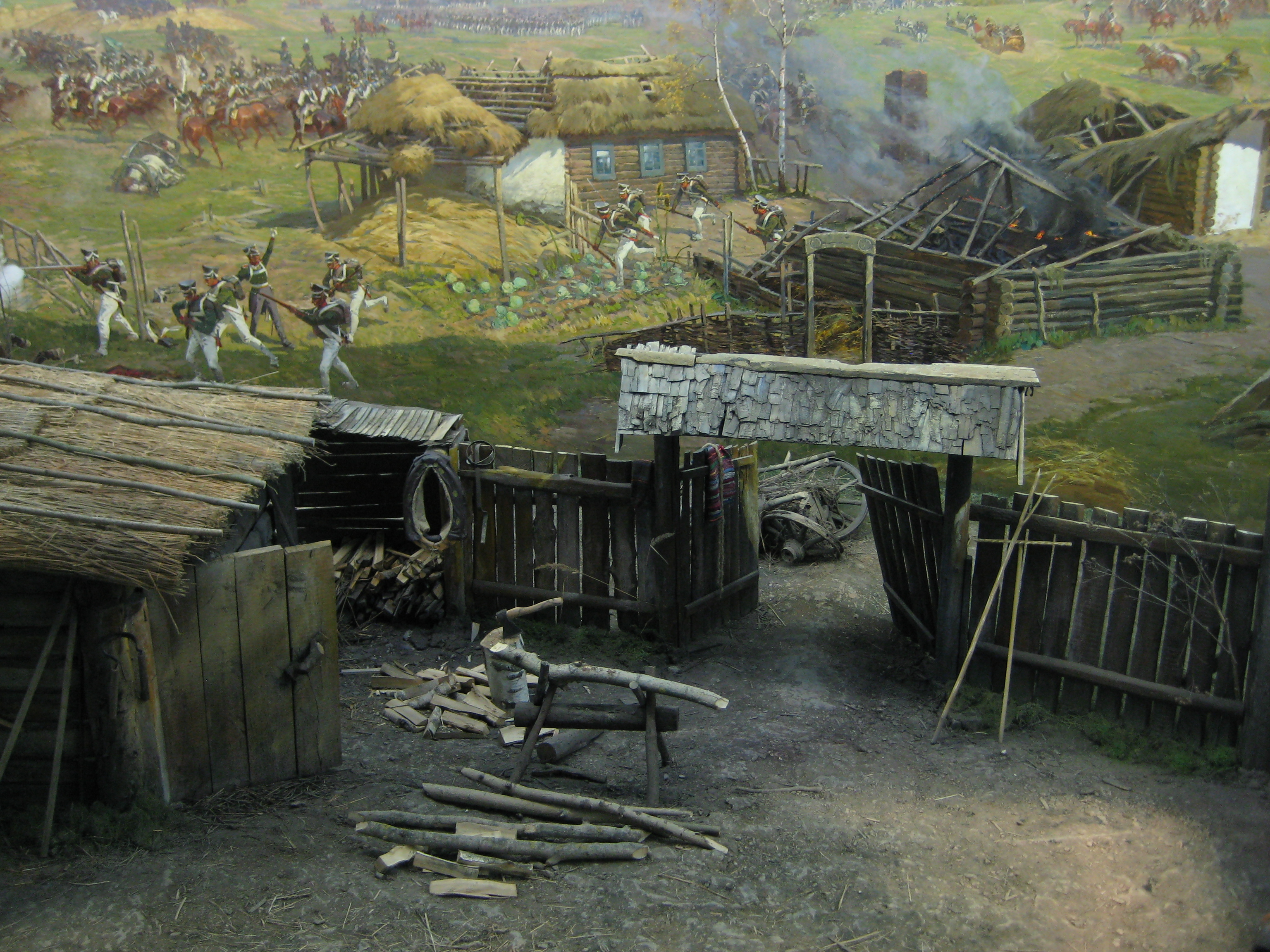
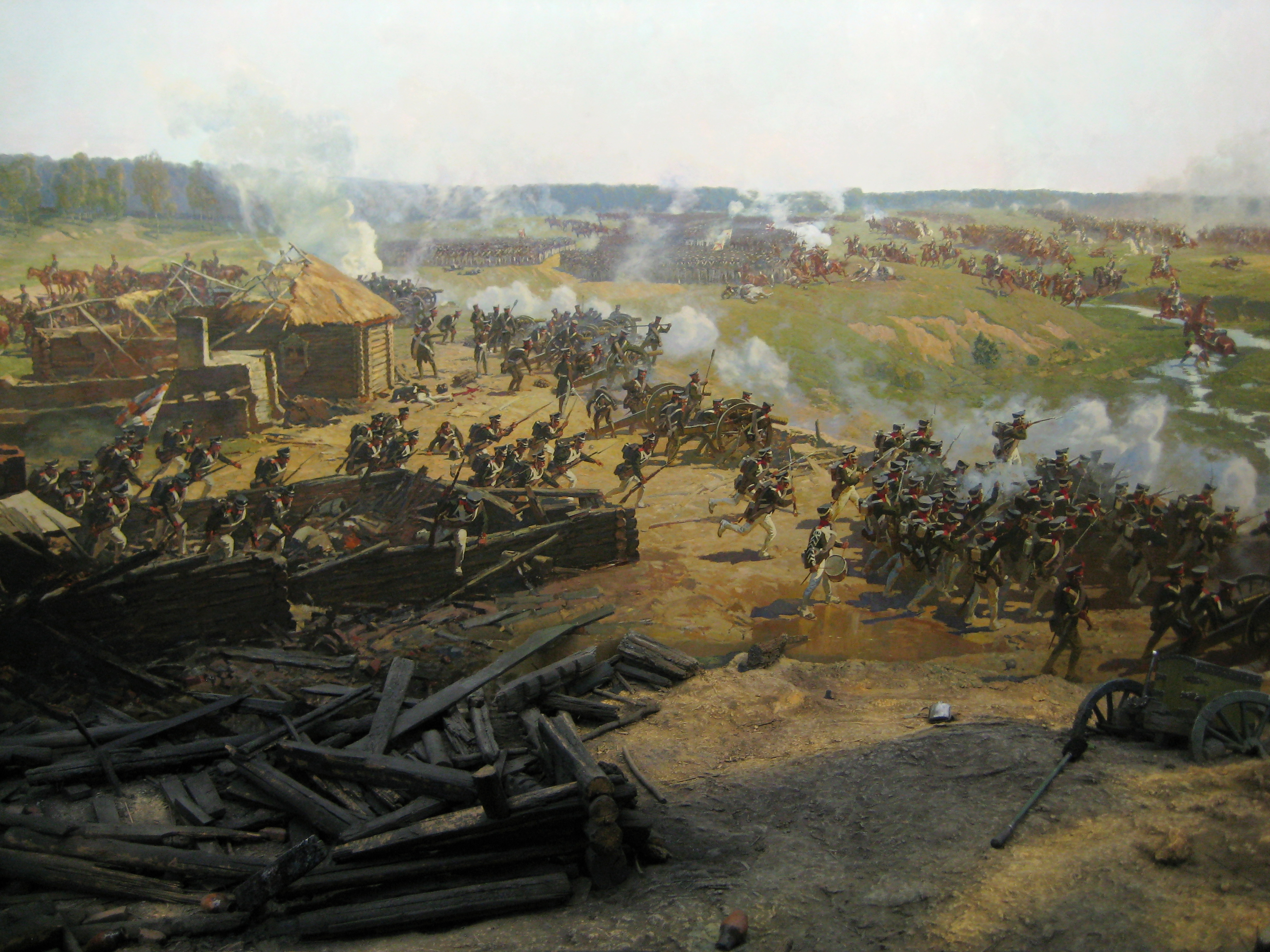
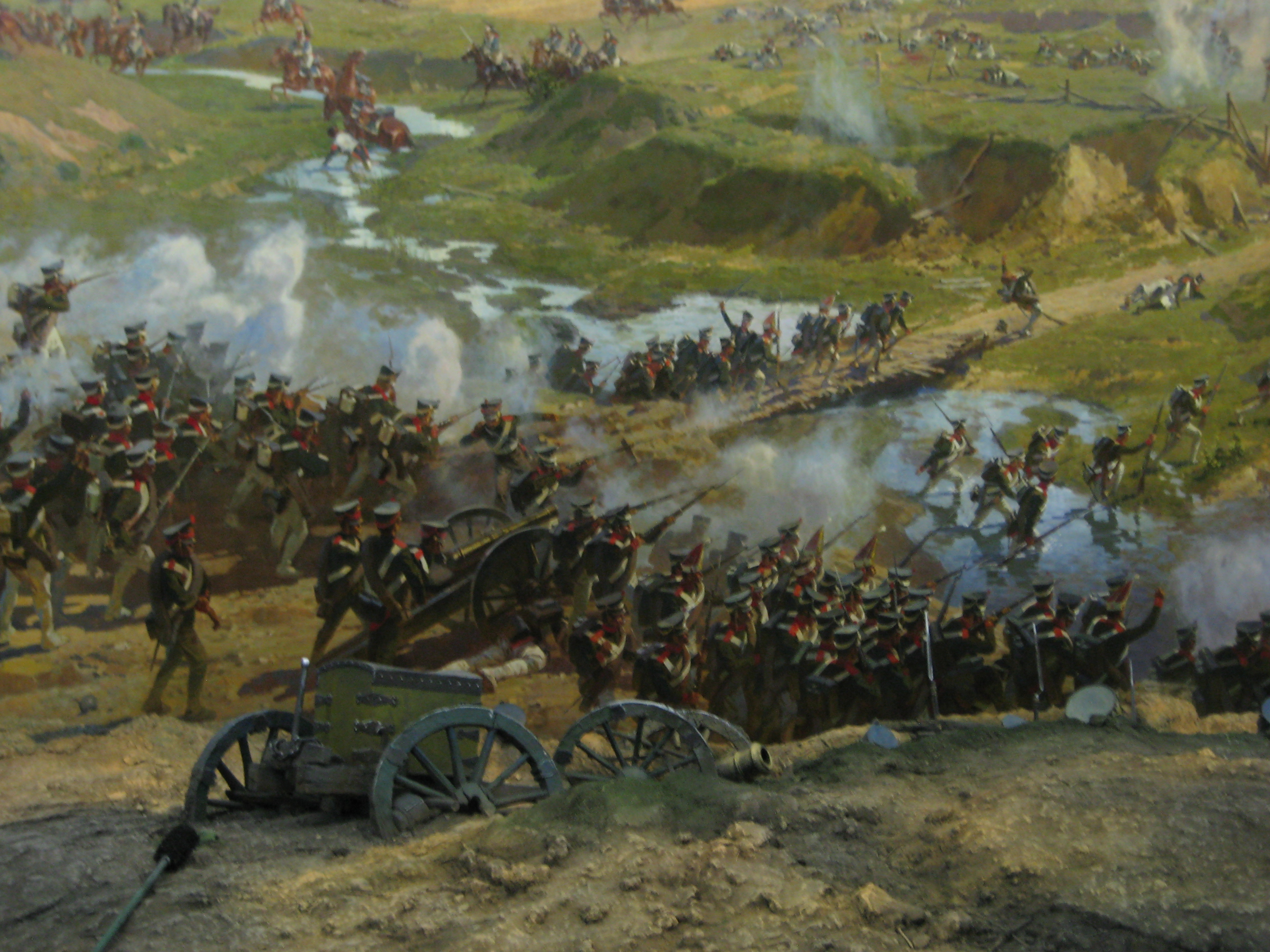
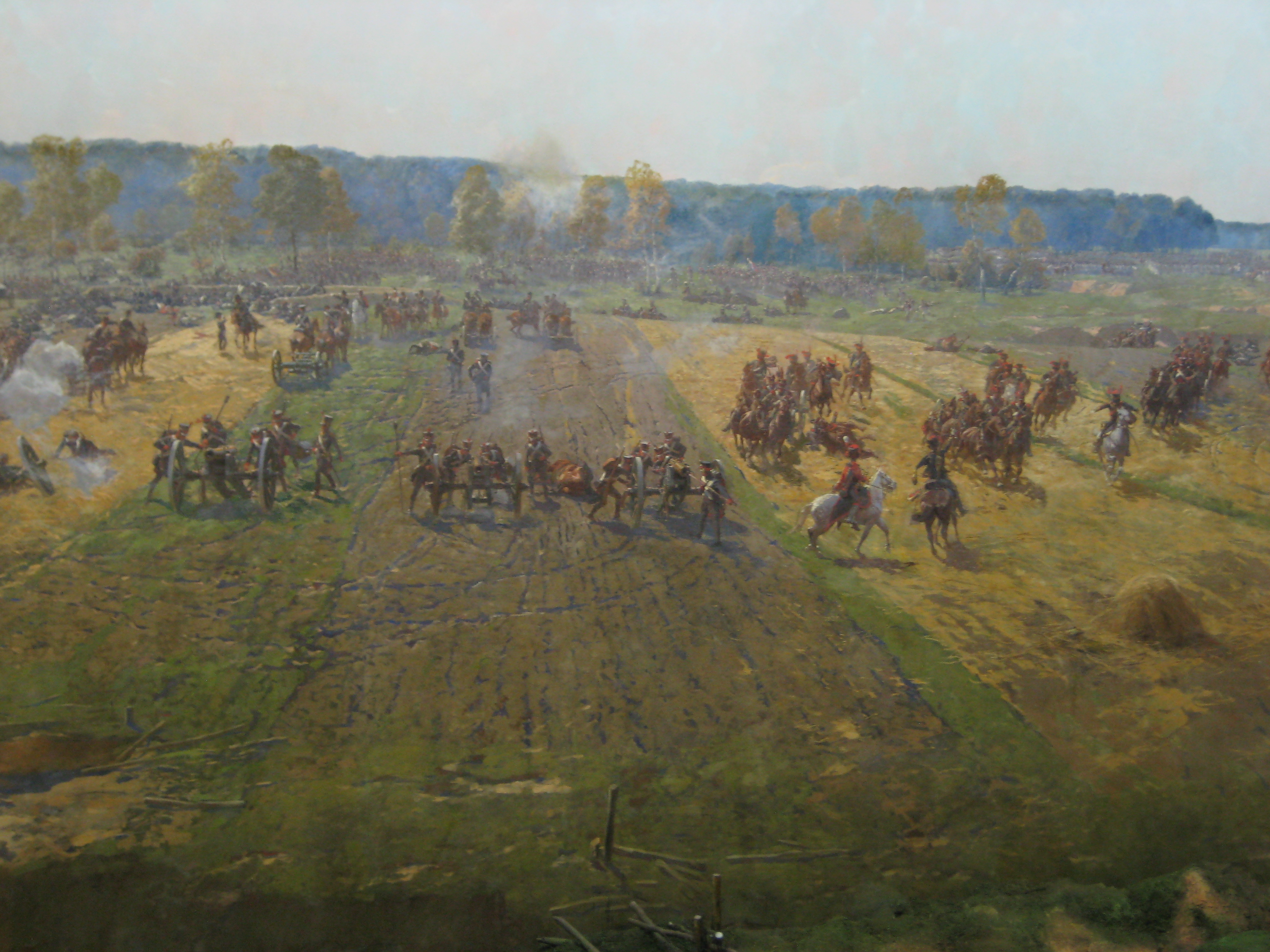

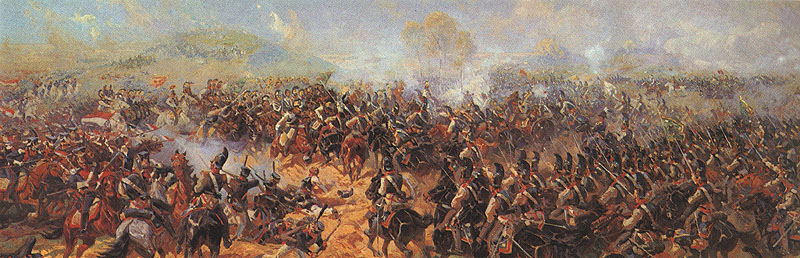
Detalj: Anfall mot Rajevskijs redutt